# Andrea Niederheide
Andrea Niederheide (* 2. November 1957 in Hattingen) ist eine ehemalige deutsche Kunstturnerin, die 1972 an den Olympischen Spielen teilnahm.

## Leben
Andrea Niederheide vom TV Wattenscheid 01 war 1971 bei den Deutschen Meisterschaften Zweite am Stufenbarren hinter Jutta Oltersdorf. 1972 bei den Olympischen Spielen 1972 in München belegte sie mit der deutschen Riege den achten Platz. In der Mehrkampfqualifikation erreichte sie den 46. Platz, wobei sie mit einem 26. Platz am Stufenbarren ihr bestes Ergebnis hatte. Die jüngste Turnerin der deutschen Riege bei den Olympischen Spielen 1972 gewann auch nachher nie einen deutschen Meistertitel im Einzel.